# Phyllophora ovalifolia
Phyllophora ovalifolia är en insektsart som beskrevs av Kirby, W.F. 1899. Phyllophora ovalifolia ingår i släktet Phyllophora och familjen vårtbitare. Inga underarter finns listade i Catalogue of Life.